# 17910 Ман'ян
17910 Ман'ян (17910 Munyan) — астероїд головного поясу, відкритий 20 березня 1999 року.
Тіссеранів параметр щодо Юпітера — 3,379.